# Fieber – Ärzte für das Leben
Fieber – Ärzte für das Leben ist eine von Sat.1 in den Jahren 1998 bis 2000 ausgestrahlte Arztserie. Fünf junge Ärzte machen an einem Berliner Klinikum ihr Praktikum.

## Handlung
An der Berlin Kreuzberg-Klinik ist Professor Kesselhoff der leitende Arzt, Dr. Mariella Winkler ist seine Oberärztin. Ihnen zugeteilt werden fünf junge Ärzte im Praktikum: Martin Richter, Sybille Alberich, Christian Mannhardt, Gottfried Schnabel und Ellen Kolb. Bis alle fünf als Assistenzärzte übernommen werden, müssen sie eine schwere Lehrzeit überstehen. Sie werden konfrontiert mit dem harten Klinikalltag und dem täglichen Kampf um das Leben ihrer Patienten. Neben dem beruflichen Erfolg gibt es für die jungen Ärzte aber auch ihre privaten Ziele. Lust auf Neues, Liebe und Beziehungsprobleme kommen in den 26 Folgen nicht zu kurz.

## Hintergrund
Untertitel der beiden Staffeln waren Heiße Zeit für junge Ärzte und Ärzte für das Leben. Als Fortsetzung folgte 2001 die Serie Sommer und Bolten: Gute Ärzte, keine Engel. Alle Episoden wurden donnerstags im Abendprogramm ausgestrahlt.

## Hauptdarsteller und Rollen
| Schauspieler       | Rolle                    | Episoden |
| ------------------ | ------------------------ | -------- |
| Christine Mayn     | Dr. Mariella Winkler     | 25       |
| Dirk Mierau        | Dr. Gottfried Schnabel   | 25       |
| Oliver Mommsen     | Dr. Christian Mannhardt  | 25       |
| Laura Schuhrk      | Dr. Ellen Kolb           | 24       |
| Alexandra Losito   | Schwester Anna           | 22       |
| Alexandra Kamp     | Dr. Sybille Alberich     | 21       |
| Sven Kramer        | Dr. Martin Richter       | 19       |
| Pierre René Müller | Samy Schneider           | 13       |
| Matthias Dittmer   | Dr. Benno Zimmermann     | 11       |
| Ulrich Wiggers     | Paul Winkler             | 10       |
| Dieter Wien        | Ewald 'Sauerbruch' Sauer | 10       |
| Eckhard Bilz       | Prof. Kesselhoff         | 10       |
| Rita Feldmeier     | Klara Richter            | 8        |
| Edda Leesch        | Dr. Gabi Kramer          | 7        |
| René Hofschneider  | Dr. Tino Schwarz         | 7        |
| Dorothée Reinoss   | Dr. Kim Schlesinger      | 7        |
| Gunter Schoß       | Prof. Mannhardt          | 7        |
| Marlene Marlow     | Dr. Katja Heinrich       | 6        |
| Matthias Wien      | Dirk Bachenheimer        | 5        |
| Arnfried Lerche    | Dr. Wolfram              | 5        |
| Maren Schumacher   | Elisabeth 'Effi' Schmidt | 4        |
| Achim Wolff        | Emil Retzlaff            | 4        |

## Episoden
| Folge | Titel                   | Erstausstrahlung  |
| ----- | ----------------------- | ----------------- |
| 1     | Wenn Gott will          | 28. Oktober 1998  |
| 2     | Baronin Münchhausen     | 4. November 1998  |
| 3     | Sinnlose Rache          | 11. November 1998 |
| 4     | Madonnas Mutter         | 18. November 1998 |
| 5     | Operation Straßenstrich | 25. November 1998 |
| 6     | Unter die Haut          | 2. Dezember 1998  |
| 7     | Schmutzige Wäsche       | 9. Dezember 1998  |
| 8     | Schrecken ohne Ende     | 16. Dezember 1998 |
| 9     | Fristlos entlassen      | 20. Januar 1999   |
| 10    | Geliebter Bastard       | 27. Januar 1999   |
| 11    | Tödliche Lust           | 3. Februar 1999   |
| 12    | Mörderärztin            | 10. Februar 1999  |
| 13    | Henkersmahlzeit         | 17. Februar 1999  |

| Folge | Titel                | Erstausstrahlung |
| ----- | -------------------- | ---------------- |
| 14    | Der letzte Kampf     | 10. Februar 2000 |
| 15    | Tödliches Risiko     | 17. Februar 2000 |
| 16    | Das goldene Ei       | 24. Februar 2000 |
| 17    | Kunstfehler          | 2. März 2000     |
| 18    | Der Rattenfänger     | 9. März 2000     |
| 19    | Einschnitte          | 16. März 2000    |
| 20    | Wettlauf mit dem Tod | 23. März 2000    |
| 21    | Blutsbande           | 30. März 2000    |
| 22    | Wolf im Schafspelz   | 6. April 2000    |
| 23    | Wahnsinn             | 13. April 2000   |
| 24    | Showbiz              | 27. April 2000   |
| 25    | Ich will leben       | 4. Mai 2000      |
| 26    | Leben und sterben    | 11. Mai 2000     |

## DVD-Veröffentlichung
Die beiden ersten Folgen der ersten Staffel Wenn Gott will und Baronin Münchhausen wurden von MAWA Film- und Medien Verlags GmbH auf DVD veröffentlicht.